# La Salada, Michoacán
La Salada är en ort i Mexiko.   Den ligger i kommunen Turicato och delstaten Michoacán de Ocampo, i den södra delen av landet, 260 km väster om huvudstaden Mexico City. La Salada ligger 1 582 meter över havet och antalet invånare är 383.
Terrängen runt La Salada är huvudsakligen kuperad, men söderut är den bergig. Runt La Salada är det ganska glesbefolkat, med 25 invånare per kvadratkilometer. Närmaste större samhälle är Ario de Rosales, 20,0 km nordväst om La Salada. Omgivningarna runt La Salada är en mosaik av jordbruksmark och naturlig växtlighet.